# 아르슬란 야브구
아르슬란 이븐 셀주크(아랍어·페르시아어: ارسلان بن سلچوق 아르슬란 이븐 살주크[*])는 셀주크의 맏아들이다. 칭호 야브구와 함께, 아르슬란 야브구(튀르키예어: Arslan Yabgu)라고도 불리었다.

## 이름
아르슬란의 또 다른 이름은 이스라일(튀르키예어: İsrâil)이다. 또한 그의 동생들은 각각 미하일과 무사라는 이름을 가졌는데, 이는 초창기 셀주크 집단이 유대교도 하자르 제국 또는 중앙아시아의 네스토리우스교도와 교류한 결과로 보인다.

## 생애
아르슬란 야브구는 카라한조와 사만조 사이의 전쟁에서 처음으로 두각을 드러냈다. 카라한조의 통치자 하룬 부그라 칸이 사만조를 공격하자(992년), 사만조의 통치자 누흐 2세는 셀주크에게 도움을 청했다. 셀주크는 아들 아르슬란을 지휘관으로 삼아 구원군을 보냈다. 아르슬란의 도움으로 카라한 군대를 격파한 사만조는 부하라와 사마르칸트 사이의 지역에서 아르슬란과 그의 추종자들이 유목할 수 있게끔 했다.
999년 카라한조의 일리그 칸 나스르가 부하라를 정복했다. 이에 아르슬란은 다시 사만조와 협력하여, 1003년부터 1004년까지 카라한조의 군대와 싸웠다.
1009년, 셀주크가 젠드에서 죽은 뒤, 아르슬란이 가주의 직위를 이었다. 이후 아르슬란은 야브구의 칭호를 사용했다.
1012년 카라한조의 군주 일리그 칸 나스르가 죽었다. 아르슬란 야브구는 일리그 칸 나스르의 일족인 알리 테긴과 협력하여 또 다른 카라한조의 군주, 일리그 칸 무함마드 이븐 알리와 싸움을 벌였다. 알리 테긴은 아르슬란의 지지를 얻어 부하라의 통치자가 되었다. (1020년/1021년)
이에, 또 다른 카라한조의 군주 유수프 카디르 칸은 1025년, 가즈나조의 마흐무드를 트란스옥시아나로 불러들인다. 마흐무드는 번개와 같이 아르슬란 야브구와 알리 테긴의 군대를 습격하여 격파했다. 아르슬란 야브구와 그의 아들 쿠탈므쉬, 그리고 소수의 측근들은 포로가 되어 유폐당했다.
투으룰과 차으르 형제는, 1030년 마흐무드가 죽은 뒤 그의 아들 술탄 마수드에게 아르슬란 야브구를 풀어주기를 청원한다. 마수드는 이를 받아들여 아르슬란 야브구를 발흐 지방에서 풀어준다. 아르슬란 야브구는 투으룰과 차으르 형제, 그리고동생 무사와 비밀리에 교류하여, 마수드에게 맞설 음모를 꾸몄으나, 들켰다. 마수드는 다시 아르슬란 야브구를 유폐시켰다. 이 과정에서 아르슬란 야브구의 아들 쿠탈므쉬는 탈출하여 부하라로 돌아갔다. 아르슬란 야브구는 결국 1032년 또는 1033년에 유폐 상태에서 죽음을 맞이한다.
아르슬란 야브구가 죽은 뒤에 셀주크 가문의 가주 지위는 동생 무사 야브구에게 이어졌다. 그러나, 실질적으로 셀주크 가문은 투으룰과 차으르 형제의 손에 들어갔다. 쿠탈므쉬는 투으룰의 사후 셀주크 가문의 가주자리를 놓고 알프 아르슬란과 전쟁을 벌였다가 전사했다. 쿠탈므쉬의 아들 쉴레이만은 이후 도주, 소아시아에서 룸 셀주크 왕국을 세우게 된다.